# Улица Марка Орешковића (Београд)
| Улица Марка Орешковића                                                          | Улица Марка Орешковића                                      |
| ------------------------------------------------------------------------------- | ----------------------------------------------------------- |
|                                                                                 |                                                             |
| Општина                                                                         | Звездара                                                    |
| Почетак                                                                         | Булевар краља Александра 121                                |
| Крај                                                                            | Крај Улице Милана Вукоса, код броја 63 (Зуботехничка школа) |
| Названа                                                                         | 1946.                                                       |
| Стари називи                                                                    | Војводе Анђелка (1908—1946)                                 |
|                                                                                 |                                                             |
|                                                                                 |                                                             |
| Спомен плоча на почетку улице Марка Орешковића, ближе Булевару краља Александра |                                                             |

Улица Марка Орешковића налази се на територији општине Звездара у Београду и протеже се од Булевара краља Александра код броја 121, сијече улице Војводе Саватија и Димитрија Туцовића и даље се протеже до Зуботехничке школе, на крају улице Милана Вукоса.

## Име улице
Улица се 1908—1946. звала Војводе Анђелка, а од 1946. Улица народног хероја Марка Орешковића. На новијим таблама улице се изостављају ријечи народног хероја у званичном називу, па само стоји Улица Марка Орешковића. Орешковић је био комунистички револуционар и учесник Шпанског грађанског рата, а 1941. један од организатора устанка у Лици. Погинуо је октобра 1941, а након рата је проглашен за народног хероја Југославије.

## Улицом Марка Орешковића
Код поште у Булевару краља Александра бр. 121, близу Ђерам пијаце, је почетак (по кућним бројевима) улице Марка Орешковића. Ако се овом улицом крене од Булевара, улица је стално низбрдо, до улице Димитрија Туцовића (некада Славујев поток), а од те улице до Зуботехничке школе се улицом иде узбрдо. У дијелу улице ближе Булевару је углавном новоградња-вишеспратнице, а у централном дијелу улице и дијелу ка Зуботехничкој школи има и старих малих кућа и новоградње. На раскрсници са улицом Димитрија Туцовића је пекара Трпковић. Дио улице од Булевара до Димитрија Туцовића има више локала: кафића, фризерских и салона љепоте, зубарских ординација, продавница... Улица је раније била двосмјерна за саобраћај, а сада је цијелом дужином једносмјерна, у правцу Булевара краља Александра.

## Галерија
- Улица Марка Орешковића излази на Булевар краља Александра.
- Почетак улице Марка Орешковића, на Булевару краља Александра. Страна улице са непарним кућним бројевима.
- Почетак улице Марка Орешковића, на Булевару краља Александра. Страна улице са парним кућним бројевима. На углу те двије улице је пошта.
- Зграде на почетку улице, ближе Булевару, страна са парним кућним бројевима.
- Зграде на почетку улице, ближе Булевару, страна са непарним кућним бројевима.
- Зграде на почетку улице, ближе Булевару, страна са непарним кућним бројевима.
- Зграде између Булевара и Војводе Саватија, страна улице са непарним кућним бројевима.
- Зграде ближе улици Војводе Саватија, страна улице са непарним кућним бројевима.
- Зграде ближе улици Војводе Саватија, страна улице са непарним кућним бројевима.
- Зграде ближе улици Војводе Саватија, страна улице са непарним кућним бројевима.
- Поглед на дио улице у правцу Булевара краља Александра.
- Раскрсница улица Марка Орешковића (узбрдо) и Војводе Саватија (десно и лијево).
- Раскрсница улица Марка Орешковића (низбрдо - ка улици Димитрија Туцовића) и Војводе Саватија (десно и лијево).
- Једна од малобројних старих кућа у овом дијелу улице, на раскрсници улица Марка Орешковића и Војводе Саватија.
- Поглед на старије куће у дијелу улице између улица Војводе Саватија и Димитрија Туцовића, страна улице са парним кућним бројевима.
- Поглед на старије куће у дијелу улице између улица Војводе Саватија и Димитрија Туцовића, страна улице са парним кућним бројевима.
- На раскрсници улица Марка Орешковића и Димитрија Туцовића је једна од пекара Трпковић.
- На објекту у којој је пекара су табле са називима двије улице.
- Кратак животопис Марка Орешковића на једној од табли улице.
- Код пекаре Трпковић је и ова стара кућа, задужбина Димитрија Талетовића, бившег пиљара.
- Спомен плоча на којој пише да је та кућа поклон Димитрија Талетовића, бившег пиљара, задрузи београдских пиљара, за узајамно помагање у болести и смрти.
- Поглед на раскрсницу улица Марка Орешковића (узбрдо, ка Булевару) и Димитрија Туцовића (лијево и десно).
- Поглед на раскрсницу улица Марка Орешковића (право-узбрдо, у правцу Новог гробља и Зуботехничке школе) и Димитрија Туцовића (лијево и десно)
- Поглед на дио улице, од улице Димитрија Туцовића, узбрдо ка Зуботехничкој школи и улици Милана Вукоса
- Поглед на дио улице из правца Зуботехничке школе у правцу улице Димитрија Туцовића (низбрдо).
- Крај (по кућним бројевима) улице је код Зуботехничке школе. Десно се већ види почетак улице Милана Вукоса. Та улица се до априла 2021. звала Станка Враза.[2]